# 1912 en Suisse
Chronologie de la Suisse
- 1908
- 1909
- 1910
- 1911
- 1912
- 1913
- 1914
- 1915
- 1916

Chronologie de la Suisse
1911 en Suisse - 1912 en Suisse - 1913 en Suisse

## Gouvernement au1erjanvier 1912
- Conseil fédéral:[1]
  - Ludwig Forrer PRD, président de la Confédération
  - Eduard Müller PRD, vice-président de la Confédération
  - Giuseppe Motta PDC,
  - Marc-Emile Ruchet PRD
  - Adolf Deucher PRD
  - Robert Comtesse PRD
  - Arthur Hoffmann PRD

## Évènements
Lundi 1er janvier 
- Entrée en vigueur du Code civil suisse, rédigé par le professeur Eugen Huber. Il remplace les 25 législations cantonales existantes.

 Dimanche 28 janvier 
- Un incendie détruit entièrement les bâtiments et les machines de la sucrerie d'Aarberg (BE).

 Dimanche 4 février 
- Votations fédérales. Le peuple approuve, par 287 565 oui (54,4 %) contre 241 416 non (45,6 %), la Loi fédérale sur l'assurance en cas de maladie et d'accidents.

 Lundi 5 février 
- L’aviateur vaudois René Grandjean s’envole avec son engin muni de skis du lac de Davos (GR).

 Jeudi 7 mars 
- Entrée en vigueur de la loi fédérale prohibant le vin artificiel et le cidre artificiel.

 Mardi 12 mars 
- Élection au Conseil fédéral de Louis Perrier (PRD, NE) en remplacement de Robert Comtesse, démissionnaire.

 Vendredi 12 avril 
- Fondation à Lucerne du Parti démocrate-chrétien (PDC) sous le nom de Parti conservateur populaire suisse.

 Samedi 27 avril 
- Le canton de Schwytz décrète l’interdiction de circuler le dimanche pour les voitures.

 Mardi 7 mai 
- Convention entre la Confédération suisse et le canton de Genève concernant le rachat de la gare de Genève-Cornavin et du chemin de fer de Genève à La Plaine, l’établissement et l’exploitation d’une ligne de raccordement entre la gare de Cornavin et celle des Eaux-Vives et la remise, aux CFF du chemin de fer des Eaux-Vives à la frontière nationale, près d’Annemasse (France).

 Jeudi 23 mai 
- Assemblée populaire pour les fêtes du Centenaire de l'entrée du Valais dans la Confédération.

 Samedi 8 juin 
- Inauguration du funiculaire Gléresse-Prêles (BE).

 Jeudi 27 juin 
- Début des festivités du deuxième centenaire de la naissance de Jean-Jacques Rousseau à Genève.

 Mercredi 12 juillet 
- Répondant à l’appel de l’Union ouvrière, 20 000 travailleurs participent à une grève générale à Zurich.
- Ouverture de la XXIIe Fête fédérale de chant à Neuchâtel.

Mardi 3 septembre 
- Visite officielle de l’empereur allemand Guillaume II.

Dimanche 15 septembre 
- Vernissage de la XIe Exposition nationale des beaux-arts à Neuchâtel.

Dimanche 22 septembre 
- Ouverture du XIXe Congrès universel de la paix à Genève.

 Lundi 7 octobre 
- Fondation à Lausanne du Comité olympique suisse.

 Mardi 15 octobre 
- L’aviateur Henri Cobioni se tue lors d’un meeting à La Chaux-de-Fonds (NE).

 Dimanche 10 novembre 
- La Société suisse d’utilité publique crée la Fondation Pro Juventute.
- Premier numéro du mensuel Le Mouvement féministe, rédigé sous la responsabilité d’Emilie Gourd.

 Dimanche 24 novembre 
- Congrès extraordinaire de la Deuxième Internationale à Bâle.

 Jeudi 19 décembre 
- L’Office fédéral des assurances sociales commence ses activités.

## Décès
Mercredi 3 janvier 
- Décès à Schaffhouse, à l’âge de 88 ans, de Jakob Amsler-Laffon, inventeur du planimètre polaire.

 Jeudi 7 mars 
- Décès à Lausanne, à l’âge de 86 ans, du théologien Eugène Dandiran.

 Vendredi 19 avril 
- Décès à Lausanne, à l’âge de 59 ans, de Berthold van Muyden, auteur de Pages d'histoire lausannoise, première monographie sur Lausanne.

 Dimanche 28 avril 
- Décès à Zurich, à l’âge de 71 ans, de Johann Rudolf Rahn, père de l'histoire de l'art en Suisse.

 Vendredi 7 juin 
- Décès à Berne, à l’âge de 50 ans, du peintre Albert Welti, auteur d'une fresque ornant la salle du Conseil des États.

 Lundi 10 juillet 
- Décès à Berne, à l’âge de 81 ans, du conseiller fédéral Adolf Deucher (PRD, TG).

 Jeudi 13 juillet 
- Décès, à l’âge de 58 ans, de l’ancien conseiller fédéral Marc-Emile Ruchet (PRD, VD).

 Jeudi 8 août 
- Décès à Morges (VD), à l’âge de 71, du médecin et naturaliste François-Alphonse Forel.

Mardi 3 septembre 
- Décès à Lausanne, à l’âge de 74 ans, de Samuel Cuénoud, ancien syndic de Lausanne.

 Samedi 19 octobre 
- Décès à Küsnacht (ZH), à l’âge de 66 ans de l’industriel Julius Maggi, fondateur de la fabrique éponyme de soupes en poudre.

 Vendredi 6 décembre 
- Décès à Bâle, à l’âge de 78 ans, du psychiatre Ludwig Wille.